# 29803 Michaelshao
29803 Michaelshao è un asteroide della fascia principale. Scoperto nel 1999, presenta un'orbita caratterizzata da un semiasse maggiore pari a 2,5847395 UA e da un'eccentricità di 0,1296180, inclinata di 1,32438° rispetto all'eclittica.